# 阿维狄乌斯·卡西乌斯
盖乌斯·阿维狄乌斯·卡西乌斯（拉丁語：Gaius Avidius Cassius，约130年—175年7月）是一位罗马将军、帝国争位者。他出生于叙利亚行省的库尔胡斯。卡西乌斯在安敦宁·毕尤皇帝手下开始了军事生涯，并升为司令官。他在維魯斯皇帝指挥的对安息帝國的战争中服役，并且表现突出，因此他被提升为元老，后来又成为帝国司令官（总督）。在田园战争（Bucolic War）中，他被授予东方最高统帅（Rector Orientis）的头衔，使他在所有的罗马帝国的东部省份获得了帝权。 
公元175年，卡西乌斯自称皇帝，因为他从马可·奥勒留的妻子那里得到消息，皇帝快要死了。他在埃及、叙利亚、巴勒斯坦叙利亚、佩特拉阿拉伯等东部行省获得了广泛的支持，特别是他的家乡叙利亚。尽管他控制着对罗马至关重要的埃及谷物生产，并指挥了七个军团，但他的力量还是远不及马可·奥勒留。当奥勒留集中力量准备击败卡西乌斯时，卡西乌斯的一个军团中的一个百夫長杀死了他，并把他的头颅交给奥勒留。

## 出生与家庭
大约公元130年，卡西乌斯出生于叙利亚行省库尔胡斯。他的父母分别是盖乌斯·阿维狄乌斯·赫利奥多鲁斯和朱莉娅·卡西亚·亚历珊德拉。他的父亲赫利奥多鲁斯具有骑士身份，并曾担任哈德良皇帝的信件管理人，后来于137到142年担任埃及行省的总督。卡西乌斯·狄奥称，他能得到这个骑士阶层所能得到的最高官职，是因为他的演講能力很强。他的母亲朱莉娅·卡西亚是朱妮娅·莱皮达的曾孙女，而朱尼娅·勒皮达是奥古斯都的玄孙女。朱莉娅的父亲盖乌斯·朱利叶斯·亚历山大·贝雷尼基安努斯则是大希律王的后代。卡西乌斯还是罗马附属国科马基尼王国国王安条克四世的远亲，不过他半个世纪前就已被废黜。

## 早期军事生涯
卡西乌斯在安敦宁·毕尤统治期间开始了他的军事生涯。公元154年，他可能已被推荐为作为財務官。一般认为在安敦尼·毕尤统治的晚期（138-161年），他成为驻扎在默西亚行省的一个军团的司令官，该军团负责防御萨尔马提亚人。可以确定的是在安敦宁·毕尤统治的最后一年（161年），他已成为司令官了。
卡西乌斯在约164年后声名鹊起。在共治皇帝維魯斯和马可·奥勒留统治期间，他参与了與安息帝國的戰爭，担任第三高卢军团的司令官。在165年，他带领军团顺幼发拉底河而下，在杜拉歐羅普斯击败了安息人。年底之前，卡西乌斯又率部向南进入美索不达米亚 ，攻打底格里斯河畔的塞琉西亞以及安息帝國的首都泰西封。夺取泰西封后，他烧毁了沃洛吉斯四世的宫殿。尽管塞琉西亚已经向罗马人投降，他还是摧毁了城市，声称当地居民违反了他们之间的协议。
卡西乌斯的军团此时急需补给，且军队中出现了瘟疫的迹象。于是卡西乌斯携带战利品返回了叙利亚。他将征战的详细情况向罗马报告，因此他得到了元老院的高度赞扬。他的成就也要归功于皇帝卢修斯·维鲁斯，他本人是一位出色的指挥官，而且并不排斥将军事任务下放给更有能力的将军。
166年5月，卡西乌斯被任命为执政官，不过他已在罗马以外的地方担任过这个职位了。在这一年中，维鲁斯和卡西乌斯发起了对帕提亚的新战役。他们入侵了底格里斯河上游，攻入了米底 。罗马甚至谣传他们带着军团已经渡过了印度河。166年底，卡西乌斯被任命为叙利亚行省的总督（钦差司令官同裁判官）。
170年，卡西乌斯被赋予的特殊头衔Rector Orientis（直译为“东方最高统帅”），使他整个帝国东部拥有帝权，以便平定埃及的大规模叛乱。这次叛乱主要集中在中埃及的五城地区，其动因是该地区谷物价格的快速上涨，因此称为“田园战争（Bucolic war）”。叛军几乎要攻占亚历山大港，但被卡西乌斯的军队阻挡。他采取了将起义的各部落成员分开，然后分别消灭的策略，于175年成功平定了叛乱。

## 僭位
公元175年，在听到假消息称马可·奥勒留重病将死后，卡西乌斯宣布自己为皇帝，声称奥勒留带领的，在潘诺尼亚的军队（准备参加马科曼尼战争）已推举他为皇帝。有些说法认为卡西乌斯是被奥勒留的妻子福斯蒂娜欺骗或说服了，因为她担心奥勒留会在他们的儿子康茂德还年轻时就去世，这种情况下，很可能会有人出来篡位。福斯蒂娜因此欺骗或说服了卡西乌斯发起叛乱，以确保下一位皇帝是她所选择的。叛乱的确切日期尚不清楚，根据一份文件，他至少在5月3日前就叛乱了。但欧克绪尔许库斯古卷中的纸莎草纸记载表明，卡西乌斯早在4月甚至3月就对埃及对他的支持充满信心。
奥勒留起初试图隐瞒叛乱的消息，但这个消息很快就广为传播，于是他在公开演讲中予以回应。演讲的确切措辞尚不清楚，因为卡西乌斯·狄奥给出的记录被认为是他自己创作的作品，仅遵循了奥勒留真实演讲的大纲。在记录中，奥勒留为一个朋友的背叛而感叹，并说他愿意在元老院和陆军之前，将自己和卡西乌斯之间的问题“解决”。如果元老院和陆军认为他是更好的领袖，那么帝国就交给卡西乌斯。他还说希望卡西乌斯不会被杀或自杀，如果真的被杀，他会怜悯卡西乌斯。《罗马帝王纪》则记录了奥勒留在他的顾问中组成了和平委员会。
卡西乌斯在一个很好地时机发动了叛乱。由于他的王室血统，他在帕提亚战争和田园战争中的胜利，他得到了东部省份的大力支持，尤其是他的叙利亚故乡。他得到了埃及，叙利亚，叙利亚巴勒斯坦和佩特拉阿拉伯等行省的支持，使他有七个军团的实力：三个在叙利亚，两个在叙利亚巴勒斯坦，一个在佩特拉阿拉伯，一个在埃及。卡修斯以埃及为大本营，埃及以外的两个重要据点是安条克和库尔胡斯，它们都是重要的军事中心。埃及总督盖乌斯·喀尔维西乌斯·斯塔提安努斯命令埃及人民庆祝卡西乌斯的登位。
尽管控制了罗马帝国东部一些重要的地区，尤其是罗马城重要的谷物供应地埃及，但卡西乌斯未能为他的叛乱赢得广泛支持。元老院迅速宣布卡西乌斯为公敌；卡帕多细亚总督普布利乌斯·马尔提乌斯·维鲁斯坚决反对叛乱，号召公众支持奥勒留。卡修斯的亲家来自利基尼家族，时为执政官。利基尼家族的地位很高，但卡西乌斯的女婿克劳迪乌斯·德律蒂安努斯在叛乱中扮演何种角色尚不清楚，有人认为他是卡西乌斯的同谋。后来他和卡西乌斯的女儿阿维狄娅·亚历珊德拉被奥勒留赦免，不过死后财产被没收。
整个帝国中的许多人物都反对叛乱，最有名的例子就是赫罗狄斯·阿提库斯，据记载他给卡西乌斯写了一封只包含“emanes”一个单词的信，意为“你疯了”。尽管叛乱遭到广泛的反对，罗马城还是陷入了恐慌，迫使奥勒留派遣下潘诺尼亚的总督盖乌斯·维蒂乌斯·萨比尼亚努斯·朱利乌斯·荷斯佩斯带着军队去保卫罗马。奥勒留被迫结束与伊阿居格人、马科曼尼人的战争。几个蛮族部落提出要援助奥勒留，但都被拒绝了。奥勒留聚集了部队，准备出发前往东方。很明显，奥勒留处于更有利的地位，他控制的军团多于卡西乌斯，当奥勒留计划进攻的消息传到埃及后，一个百夫長杀死了卡西乌斯，将他的头颅交给了奥勒留，奥雷留斯拒绝观看，下令将其埋葬。他可能在175年7月底被杀，因为埃及于175年7月28日宣布忠于奥勒留。卡西乌斯的叛乱持续了三个月零六天，在此期间没有硬币鑄有他的頭像。

### 身后事
卡西乌斯死后，卡帕多细亚总督普布利乌斯·马尔提乌斯·维鲁斯迅速控制了叙利亚，烧毁了卡西乌斯的所有信件。虽然卡西乌斯已死，但奥勒留仍决心巡视东部。他与一群顾问一起出发，他的妻子福斯蒂娜途中在卡帕多细亚南部的小村哈拉拉去世，该地后来被重命名为福斯蒂娜以纪念她。之后奥勒留写信给元老院，要求他们提交一份关于卡西乌斯支持者的报告，但他明确表示他不希望以流血方式惩罚他们，因为已有几项流血处罚已被执行；包括处死了卡西乌斯的长子。奥勒留下令放逐卡西乌斯的另一个儿子，而他的女儿和女婿被置于一位姻亲的保护之下，据信是吕基亚人元老克劳狄乌斯·提提安努斯。

## 个人生活
卡西乌斯·狄奥给了卡西乌斯很高的评价，说他是一个“好人”，唯一的缺点是他的父亲赫利奥杜鲁斯仅仅因为演讲能力就被授予了埃及总督的职位。在担任第三高卢军团司令期间，他被认为是一个严格执行纪律的人。
卡西乌斯娶了卢基乌斯·沃卢西斯·迈基安努斯的女儿沃鲁西娅·维蒂亚·迈基阿娜 并育有至少三个孩子（《罗马帝王纪》暗示他可能有更多的孩子）：
- 阿维狄乌斯·赫利奥多鲁斯——卡修斯的长子，被皇帝下令驱逐。[2]
- 阿维狄乌斯·迈基安努斯——次子，在叛乱被平息后被杀。[2]
- 阿维狄娅·亚历珊德拉——女儿，她和丈夫一起被迫在叔叔的保护下生活。[2]

## 在流行文化中
- 罗马帝国：鲜血统治（2016年电视剧)（英语：Roman Empire (TV series)）
- 角斗士起源（2010年游戏）（英语：Gladiator Begins）

### 引文
1. 1 2 3  Butcher 2004.
2. 1 2 3 4 5 6 7 8 9 10 11 12 13 14 15 16 17 18 19 20 21 22  Birley 2001.
3. ↑  Kean & Frey 2005.
4. 1 2 3 4 5 6 7 8 9 10 11 12 13  Bowman, Garnsey & Rathbone 2000.
5. 1 2 3 4 5 6  Astarita 1983.
6. 1 2 3 4 5 6  Potter 2009.
7. ↑  Boatwright, Gargola & Talbert 2006.
8. ↑  Adams 2013.
9. 1 2 3  Smith 1870.
10. 1 2 3  Jameson 1966.

## 扩展阅读
- Millar, Fergus. . Harvard University Press. 1995. ISBN 978-0-674-77886-3.